# 圆腹鲱
圆腹鲱（学名：Dussumieria elopsoides），又名黃帶圓腹鯡、銀圓腹鰮，为鲱科圆腹鲱鱼属的鱼类。分布于印度、马来亚、菲律宾、印度尼西亚、澳大利亚、台湾岛以及南海和东海等，属于近海中上层鱼类。该物种的模式产地在Amboina、Amoy。